# Запасной игрок (фильм)
«Запасной игрок» — советский художественный фильм, снятый Семёном Тимошенко в 1954 году на киностудии «Ленфильм».
Главные роли сыграли Георгий Вицин, Татьяна Конюхова, Всеволод Кузнецов, Марк Бернес, Павел Кадочников и Валентина Ушакова.

## Сюжет
Заводская футбольная команда «Синие стрелы» выходит в финал Кубка ВЦСПС и отправляется на теплоходе «Россия» в Сухуми для встречи с командой «Вымпел», считающейся фаворитом. Но до матча героям предстоит пережить множество приключений.
Подающий надежды запасной игрок (центральный нападающий) «Синих стрел» Вася Веснушкин влюблён в гимнастку Валю, но опасается, что та предпочтет ему зазнавшегося старшего брата Сашу, лучшего игрока той же команды.
Также на борту теплохода находится молодой киноактёр Светланов, переодевшийся стариком Дедушкиным для лучшего проникновения в образ будущей роли. Сотрудники института геронтологии принимают «старика» за профессора Бабушкина. Веснушкин-старший, выпив вина, обижает «пожилого» человека и опрометчиво вызывает его на боксёрский поединок. Дедушкин снимает с себя грим и становится Светлановым. Главный тренер «Синих стрел» запрещает Веснушкину-старшему выходить на ринг, и вместо него на бой со Светлановым (который оказывается боксёром-любителем) выходит Веснушкин-младший. Светланов явно превосходит Васю по классу, но неумолимая воля к победе последнего заставляет всех признать ничью.
В Сухуми перед матчем тренер проводит замену: вместо Саши Веснушкина ставит в стартовый состав Васю. В первом тайме Вася забивает два гола «Вымпелу», но незадолго до конца первого тайма вратарь «Синих стрел» Старкин получает травму колена. В конце второго тайма Старкин падает на больное колено и не может продолжать игру, а поскольку запасной вратарь укушен пчелой в глаз, тренер ставит на ворота Васю. В самом конце матча уже после финального свистка Васе приходится отражать пенальти, и он это успешно делает.
«Синие стрелы» выиграли Кубок ВЦСПС со счётом 3:2, и Валя принимает подарок от Васи, давая ему знать, что он тоже стал ей близок.

## В ролях
| Актёр                        | Роль                                                                      |
| ---------------------------- | ------------------------------------------------------------------------- |
| Георгий Вицин                | центральный нападающий ЗФК «Синие стрелы» Василий (Вася) Веснушкин        |
| Татьяна Конюхова             | гимнастка Валентина (Валя) Олешко                                         |
| Всеволод Кузнецов            | центральный нападающий ЗФК «Синие стрелы» Александр (Саша) Веснушкин      |
| Елена Тяпкина                | мама Васи и Саши Веснушкиных Марья Ивановна Веснушкина                    |
| Марк Бернес                  | главный тренер ЗФК «Синие стрелы» Лев Павлович Коломягин                  |
| Исай Гуров                   | игрок ЗФК «Синие стрелы» Григорий (Гриша) Лихов                           |
| Лев Лобов                    | капитан ЗФК «Синие стрелы» Лев (Лёва) Пушечный                            |
| Ян Янакиев                   | игрок ЗФК «Синие стрелы» Вячеслав (Слава) Адвокатов (в титрах К. Янакиев) |
| Александр Кузнецов           | игрок ЗФК «Синие стрелы» Александр (Саша) Барашкин                        |
| Феликс Яворский              | основной вратарь ЗФК «Синие стрелы» Андрей Старкин                        |
| Николай Рыбников             | запасной вратарь ЗФК «Синие стрелы» Петров                                |
| Константин Адашевский        | директор Ленинградского завода радиоаппаратуры Иван Иннокентьевич         |
| Мария Миронова               | супруга директора завода Ольга Януаровна                                  |
| Екатерина Александровская    | секретарь директора завода Елена Ивановна                                 |
| Павел Кадочников             | киноактёр Иван Иванович Светланов / Дедушкин                              |
| Валентина Ушакова            | киноактриса Галина Петровна Карташёва                                     |
| Владимир Белокуров           | кинорежиссёр Василий Васильевич Цветков                                   |
| Андрей Тутышкин              | директор киногруппы                                                       |
| Сергей Филиппов              | ревнивый муж, провожающий жену в порту                                    |
| Александр Жуков              | сотрудник института геронтологии Спиридон Спиридонович Виолеттов          |
| Эльвира Луценко              | сотрудница института геронтологии Любовь Сергеевна Малюткина              |
| Борис Коковкин               | профессор Бабушкин                                                        |
| Павел Поль                   | композитор Днепровский                                                    |
| Анатолий Королькевич         | старик                                                                    |
| Александр Орлов              | старик на теплоходе                                                       |
| Анатолий Дудоров             | болельщик                                                                 |
| Константин Градополов        | судья на поле                                                             |
| Виктор Набутов               | комментатор                                                               |
| Иван Лапиков                 | провожающий в порту (в титрах не указан)                                  |
| Иван Князев                  | судья на ринге (в титрах не указан)                                       |
| Гликерия Богданова-Чеснокова | болельщица (в титрах не указана)                                          |
| Николай Трофимов             | болельщик (в титрах не указан)                                            |
| Леонид Маренников            | корреспондент (в титрах не указан)                                        |

## Съёмочная группа
- Автор сценария — Семён Тимошенко
- Режиссёр — Семён Тимошенко
  - Ассистент режиссёра — Адольф Бергункер
- Оператор — Евгений Шапиро
- Художник-постановщик — Семён Малкин
- Композитор — Исаак Дунаевский
- Звукооператор — Григорий Эльберт
- Директор картины — П. Свиридов

## Критика
Кинокритик Ростислав Юренев критиковал фильм как «лишённый ярко выраженной мысли». Он так оценивал кинокомедию «Запасной игрок»: «С достаточной убедительностью она воспевает только комфортабельность теплохода „Россия“. Отсутствие чёткой мысли, ясной тенденции делает большинство комедийных приёмов фильма бездейственными». По мнению критика, «С. Тимошенко не учитывает и такого закона комедии, как неожиданность, внезапность выявления комедийного несоответствия. Заранее угаданное перестает быть смешным». Юренев продолжал свою критику: «Отсутствие идеи, жизненных наблюдений сказалось и на режиссуре „Запасного игрока“, лишённой изобретательности, свежести, огонька. Особенно плохи сцены с бодрящимися стариками».
Он также писал: «Есть в этой комедии и положительные стороны, благодаря которым она, по-видимому, была выпущена на экран: общий жизнерадостный тон, недурно, хотя и без глубокого знания дела, показанные состязания по боксу и футболу, две-три актёрских удачи».
Игорь Раздорский считал, что этот фильм построен «на чисто внешних комедийных недоразумениях» и «несмотря на отдельные с блеском снятые эпизоды  (вроде боксёрского матча между Веснушкиным и загримированным под старика Светлановым), на захватывающую музыку Дунаевского и открытие нового комедийного актёра Г. Вицина, — Тимошенко не удалось сделать свою последнюю картину в той же мере значительной, внутренне цельной и интересной для зрителя, как „Вратарь“».
Киновед Виктор Дёмин писал, что в роли застенчивого Васи Веснушкина, как и в роли Кости Канарейкина в более позднем фильме «Она вас любит», была «звенящая нота беззащитного простодушия». Актёр Вицин чуткой художественной интуицией уловил «тему непоказного мужества, душевной взыскательности, героизма, который не знает жестов, — глобальную тему нескольких лет нашего кино».